# Transformers

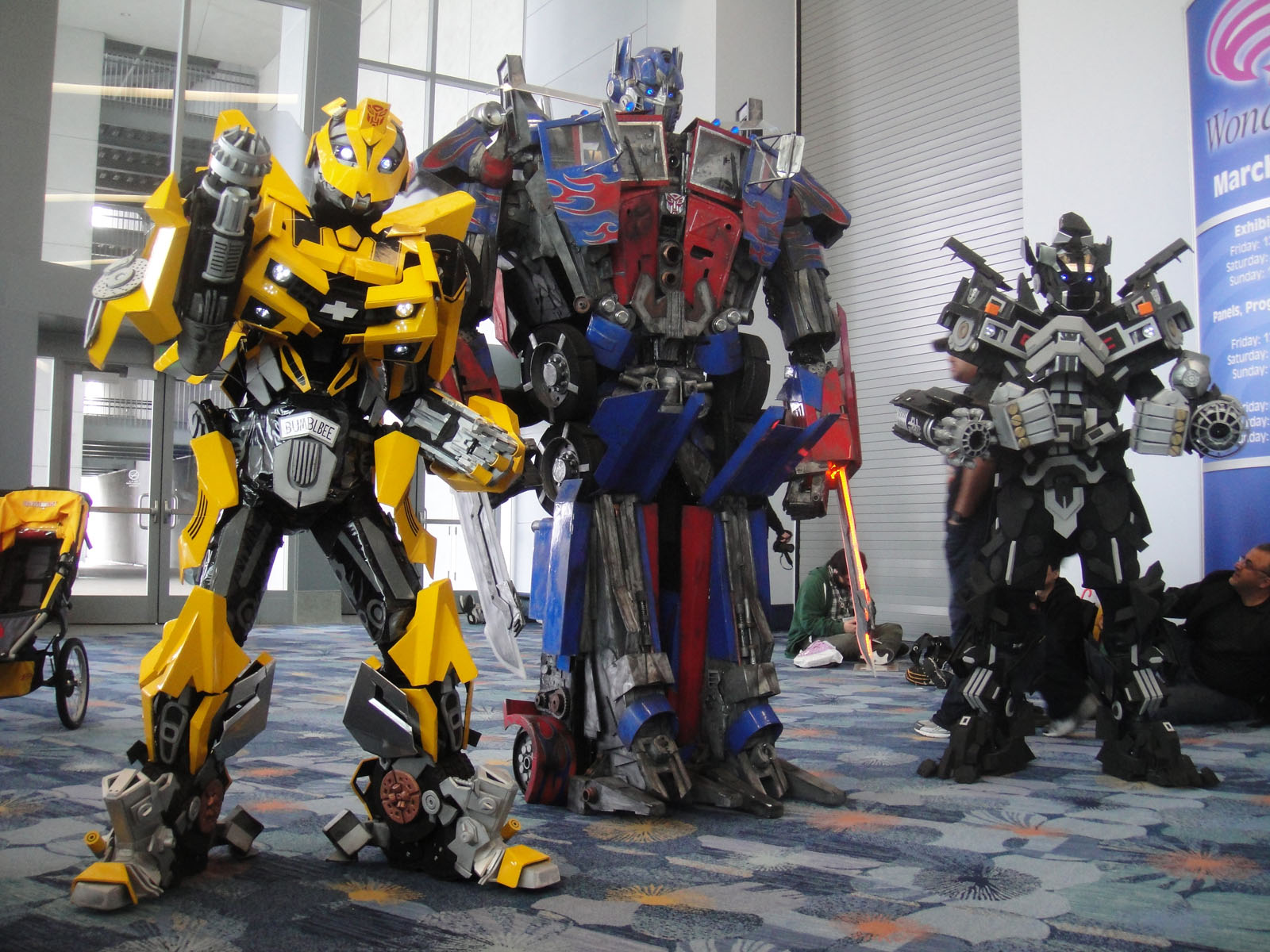
Bumblebee, Optimus Prime a Ironhide Transformers

Transformers (japonsky トランスフォーマー, Toransufómá) je mediální franšíza produkovaná japonskou hračkářskou společností Takara Tomy a americkou společností Hasbro. Tato franšíza zahrnuje hračky, seriály, komiksy, videohry a filmy. K roku 2011 vygenerovala více než 2 biliony jenů (25 miliard USD) v příjmech, což z ní dělá jednu z nejvýdělečnějších mediálních franšíz všech dob.

## Historie
První generace japonských hraček schopných proměnit se ve vozidla, elektronické předměty nebo zbraně se vyráběla mezi lety 1984 a 1993, původně se jmenovaly Micro Change a Diaclone. Design vznikl z velké části japonským producentem Shōji Kawamori. Americká společnost Hasbro hračky koupila a uzavřela partnerství s japonskou společností Takara (později Takara Tomy). Marvel Comics byl najat společností Hasbro, aby vytvořil příběh, jejich komiksy Transformers vycházely v letech 1984 až 1991. První animovaný seriál Transformers od Sunbow Productions a Marvel Productions, později od Hasbro Productions se vysílal v letech 1984 až 1987. Primární koncept spočívá v tom, že hrdinný Optimus Prime (vůdce Autobotů) z planety Cybertron havaruje v kosmické lodi Archa na Zemi a bojuje se zlotřilým Megatronem (vůdce Deceptikonů). V roce 1986 vznikl první animovaný film Transformers: The Movie (odehrával se v roce 2005) a promítal se i v kinech, druhý díl Transformers: Five Faces of Darkness (1986) zamířil rovnou na VHS. Od roku 2007 vznikla pětidílná filmová série Transformers.

## Hlavní postavy

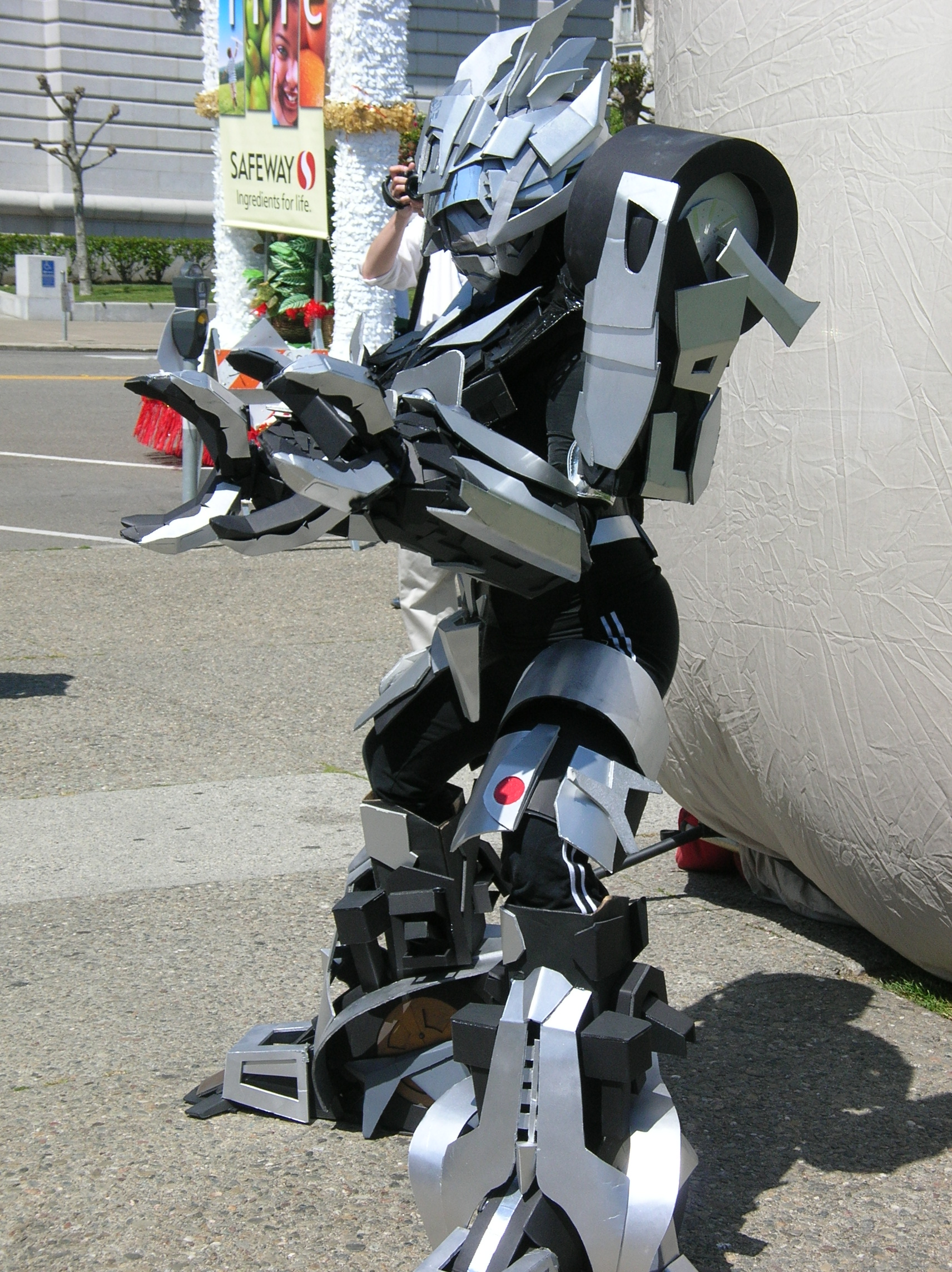
Transformer Jazz

### Generace 1 (1984–1993)
- Autoboti: Optimus Prime (náklaďák Freightliner FL86), Bluestreak (Datsun Fairlady 280ZX), Hound (Mitsubishi Jeep), Ironhide (Nissan Vanette), Jazz (Porsche 935), Mirage (formule Ligier JS11), Prowl (policejní Datsun Fairlady 280ZX), Ratchet (ambulance Nissan Vanette), Sideswipe (červené Lamborghini Countach), Sunstreaker (žluté Lamborghini Countach), Trailbreaker (Toyota Hilux) a Wheeljack (Lancia Stratos).
- Mini Autoboti: Brawn (Land Rover Defender), Bumblebee (Volkswagen Brouk), Cliffjumper (Porsche 924), Gears (auto 4x4), Huffer (nákladní návěs) a Windcharger (Pontiac Firebird).
- Deceptikoni: Megatron (pistole Walther P38, zbraň s částicovým paprskem a laserové dělo), Buzzsaw, Frenzy, Laserbeak, Ravage a Rumble (audiokazety).

### Generace 2 (1993–1995)
- Autoboti: Optimus Prime (náklaďák Freightliner FL86), Jazz (Porsche 935), Sideswipe (černé Lamborghini Countach), Inferno (hasičský vůz)
- Deceptikoni: Megatron (tank M1 Abrams), Ramjet a Starscream (F-15 Eagle)
- Go-Bots: Blowout, Bumblebee, Double Clutch, Firecracker, Frenzy, Gearhead, High Beam, Ironhide, Mirage, Motormouth, Optimus Prime, Sideswipe, Soundwave (závodní auta)

### Beast Wars (1996-2001)
- Mega Class: B'Boom (opice mandril), Blackarachnia (tarantule), Cybershark (žralok), Inferno (červený mravenec), Megatron (Tyrannosaurus rex), Optimus Primal (netopýr), Polar Claw (lední medvěd), Scavenger (mravenec/vrtací tank), Scorponok (Štír), Transquito (komár)
- Ultra Class: Depth Charge (manta), Rampage (krab), Tigerhawk (sokol falco)

### Robots in Disguise (2001-2003)
- Mega Class: Bruticus (kerberos), Destructicon Bludgeon (tank M1 Abrams), Destructicon Scourge (náklaďák Kenworth), Jhiaxus (mimozemská stíhačka), Megatron Megabolt (hmyzí tank), Prowl (policejní auto), Side Burn (Dodge Viper), Storm Jet (mimozemská stíhačka), X-Brawn (Mercedes-Benz ML320)
- Ultra Class: Cryotek (drak), Galvatron (drak/stíhačka)

### Energon (2003-2005)
- Mega Class: Beachcomber/Cliffjumper (bugyna), Dreadwing (člun), Ironhide (Mitsubishi Pajero), Jetfire (kosmický raketoplán), Mirage (člun nebo formule), Overcast (futuristický raketoplán), Shockblast (laserový tank), Six Shot (laserový tank), Treadbolt (buldozer), Wing Saber (samokřídlo)
- Leader Class: Megatron/Galvatron (stíhačka), Optimus Prime (náklaďák)

### Cybertron (2005-2006)
- Deluxe Class: Blurr (závodní auto), Cannonball (Dodge Magnum), Crosswise (Bugatti Veyron), Hot Shot (mimozemský jeep), Dirt Boss (monster truck), Downshift (muscle car), Excellion (Chrysler ME Four-Twelve), Override (futuristické závodní auto), Red Alert (auto velitele hasičů), Runamuck (Nissan Skyline R32), Smokescreen (Bugatti Veyron), Demolisher (protiletadlový tank), Longrack (bagr), Unicron (hmyzí tank), Buzzsaw (vrtulník), Sideways (mimozemská vesmírná stíhačka), Skywarp (mimozemská vesmírná stíhačka), Thundercracker (F-22 Raptor), Thunderblast (motorový člun), Brimstone (pteranodon), Optimus Prime (gorila), Snarl (vlk)
- Leader Class: Megatron/Galvatron (mimozemská formule), Optimus Prime (náklaďák)

### Movie - Revenge of the Fallen (2007-2010)
- Fast Action Battlers: Optimus Prime (náklaďák), Megatron (fúzové dělo), Ironhide (GMC TopKick), Sideswipe (Chevrolet Corvette), Bumblebee (Chevrolet Camaro), Ratchet (Hummer H2), Sideways (Audi R8), Jolt (Chevrolet Volt), Skids (Chevrolet Spark), Long Haul (sklápěč), Mudflap (Chevrolet Trax), Arcee (motorka Buell Firebolt XB12R), Grindor (Sikorsky MH-53), Jetfire (SR-71 Blackbird), Starscream (F-22 Raptor)
- Leader Class: Megatron (tank), Optimus Prime (náklaďák), Jetfire (SR-71 Blackbird)

### Prime (2011-2020)
- Deluxe Class: Optimus Prime (náklaďák), Bumblebee (Chevrolet Camaro), Ratchet (Hummer H2), Bulkhead (off-road), Cliffjumper (Dodge Challenger), Dead End (koncept Lancia Stratos 2011), Hot Shot (Urbana 500), Knock Out (Aston Martin One-77), Prowl (policejní McLaren 12C), Sergeant Kup (Honda Ridgeline), Smokescreen (McLaren 12C), Vehicon (Cadillac Ciel), Wheeljack (koncept Lancia Stratos), Arcee (Kawasaki Ninja ZX-7R), Airachnid (Stealth vrtulník), Dreadwing (MiG-29), Starscream (Suchoj Su-47), Lazerback, Skylynx, Twinstrike, Vertebreak a Windrazor (draci)
- Weaponizers: Optimus Prime (náklaďák), Bumblebee (Chevrolet Camaro)

### War for Cybertron (od 2019)
- Deluxe Class: Bumblebee (Volkswagen Brouk), Sideswipe (červené Lamborghini Countach), Deep Cover (modré Lamborghini Countach), Red Alert (policejní Lamborghini Countach), Wheeljack (Lancia Stratos), Hound (Jeep), Chromia (mimozemské auto), Elita-1 (mimozemské auto), Impactor (obrněný průzkumný vůz Type 87 RCV), Mirage (formule), Scrapface (dělostřelecké vznášedlo), Sparkless (mimozemské auto/letoun), Cheetor (gepard), Deseeus Army Drone (bojový dron)
- Leader Class: Ultra Magnus (náklaďák Freightliner WFT-8664T), Nemesis Prime (náklaďák Freightliner FL86), Megatron (laserové dělo)